# كريستا وودورد
كريستا وودورد هي منافسة ألعاب القوى كندية، ولدت في 22 نوفمبر 1984.

## وصلات خارجية
- كريستا وودورد على موقع الاتحاد الدولي لألعاب القوى (الإنجليزية)